# Лагаш, Гилен
Гилен Лагаш (фр. Guilaine Lagache; 1972 год) — французская учёная-астрофизик в лаборатории астрофизики в Марселе. Её специализация — эволюция галактик в молодой Вселенной и образование звёзд в крупных структурах. Лауреат премии мадам Виктор Нури Французской академии наук (2012 год) и Серебряной медали Национального центра научных исследований 2021 года.

## Биография
Закончила Университет Лилль I в 1994 году по фундаментальной физике. В 1998 году защитила диссертацию по астрофизике в Институте космической астрофизики в Университете Париж-Сакле. В 2000 году вступила в Национальный корпус астрономов и физиков в качестве ассистента астронома в Институте космической астрофизики. С 2009 года стала астрономом в Институте космической астрофизики, с 2014 года — в Марсельской астрофизической лаборатории. В 2017 году получила грант в размере 3,5 миллионов евро от Европейского исследовательского совета для проекта «Concerto» — спектрометра, который позволяет исследовать состояние далекой Вселенной по излучению в миллиметровом диапазоне. Спектрометр установлен на телескопе APEX в пустыне Атакама в Чили. Автор более 300 научных публикаций, индекс Хирша на 2024 год — 97 (согласно базе данных Scopus).
В 2021 году Гилен Лагаш стала лауреатом Серебряной медали Национального центра научных исследований за исследовательскую работу по образованию звёзд в галактиках, за результаты, полученные с помощью экспериментов в дальнем инфракрасном и миллиметровом диапазоне, а также за участие в проекте Planck. Основная цель проекта — измерение с большой точностью реликтового излучения, что позволит реконструировать состав и историю Вселенной.